# Bukovica (Kiseljak, BiH)
Bukovica je naseljeno mjesto u općini Kiseljak, Federacija Bosne i Hercegovine, BiH.

## Stanovništvo

### 1991.
Nacionalni sastav stanovništva 1991. godine, bio je sljedeći:
ukupno: 452
- Muslimani - 328
- Hrvati - 104
- Srbi - 16
- ostali, neopredijeljeni i nepoznato - 4

### 2013.
Nacionalni sastav stanovništva 2013. godine, bio je sljedeći:
ukupno: 321
- Bošnjaci - 270
- Hrvati - 50
- Srbi - 1